# Castilia
Castilia es un género de mariposa de la familia Nymphalidae. Se encuentra en México, América central y Sudamérica.

## Especies
- Castilia aberrans (Röber, 1913)
- Castilia acraeina (Hewitson, 1864)
- Castilia actinota (Röber, 1914)
- Castilia actinotina (Röber, 1913)
- Castilia angusta (Hewitson, 1868)
- Castilia aricilla (Hopffer, 1874)
- Castilia aurora (Röber, 1914)
- Castilia castilla (C. & R. Felder, 1862)
- Castilia chiapaensis (Beutelspacher, 1990)
- Castilia chinantlensis (de la Maza, 1978)
- Castilia crucifera (Bryk, 1953)
- Castilia eranites (Hewitson, 1857)
- Castilia faustus (Godman & Salvin, 1897)
- Castilia fulgora (Godman & Salvin, 1878)
- Castilia griseobasalis (Röber, 1913)
- Castilia guaya (Hall, 1929)
- Castilia heliconoides (Butler, 1877)
- Castilia hilarina (Röber, 1914)
- Castilia levana (Röber, 1914)
- Castilia lugubris (Röber, 1914)
- Castilia mejicana (Röber, 1914)
- Castilia microdryope (Röber, 1914)
- Castilia myia (Hewitson, 1864)
- Castilia nebrites (Weymer, 1907)
- Castilia neria (Hewitson, 1869)
- Castilia nortbrundii (Weeks, 1901)
- Castilia occidentalis (Fassl, 1912)
- Castilia ofella (Hewitson, 1864)
- Castilia pellenea (Röber, 1914)
- Castilia perilla (Hewitson, 1852)
- Castilia virilis (Röber, 1914)